# Quierschied
Quierschied is een gemeente in de Duitse deelstaat Saarland, en maakt deel uit van het Regionalverband Saarbrücken.
Quierschied telt 12.950 inwoners.

## Plaatsen in de gemeente Quierschied
- Fischbach-Camphausen
- Göttelborn
- Quierschied

## Geboren
- Armin Hary (1937), sprinter
- Bruno Simma (1941), hoogleraar en rechter

## Afbeeldingen

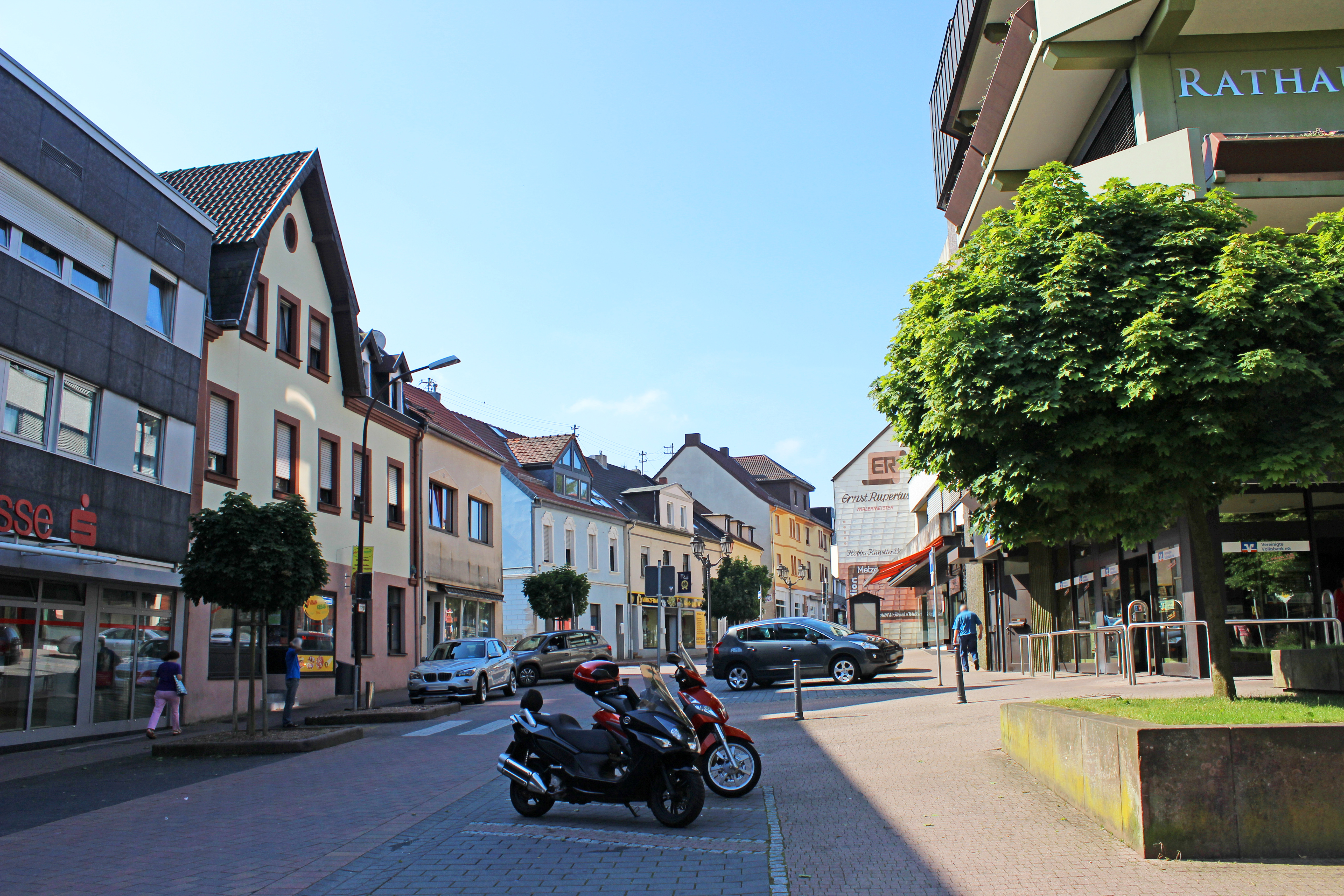
Marienstraße
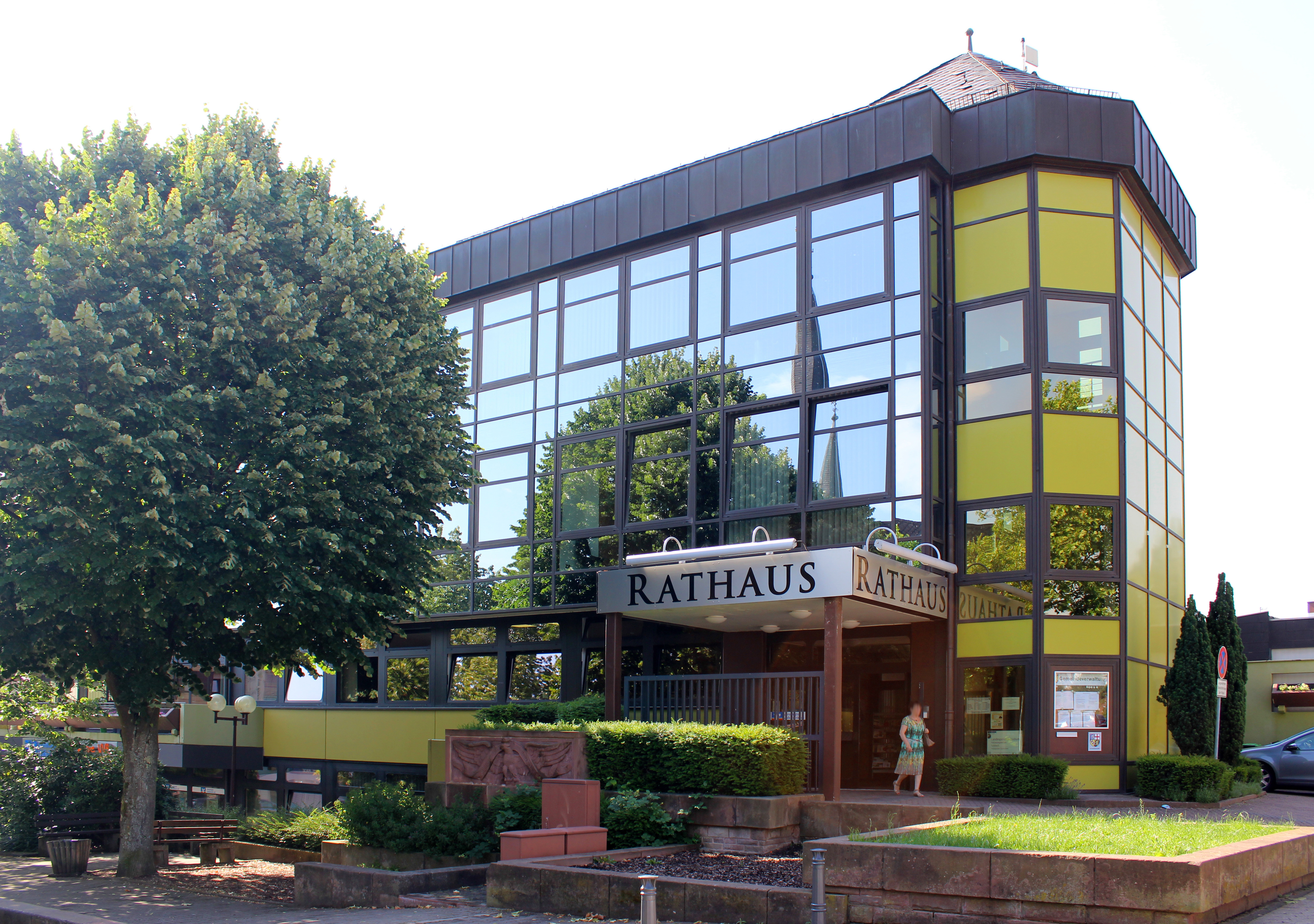
Raadhuis
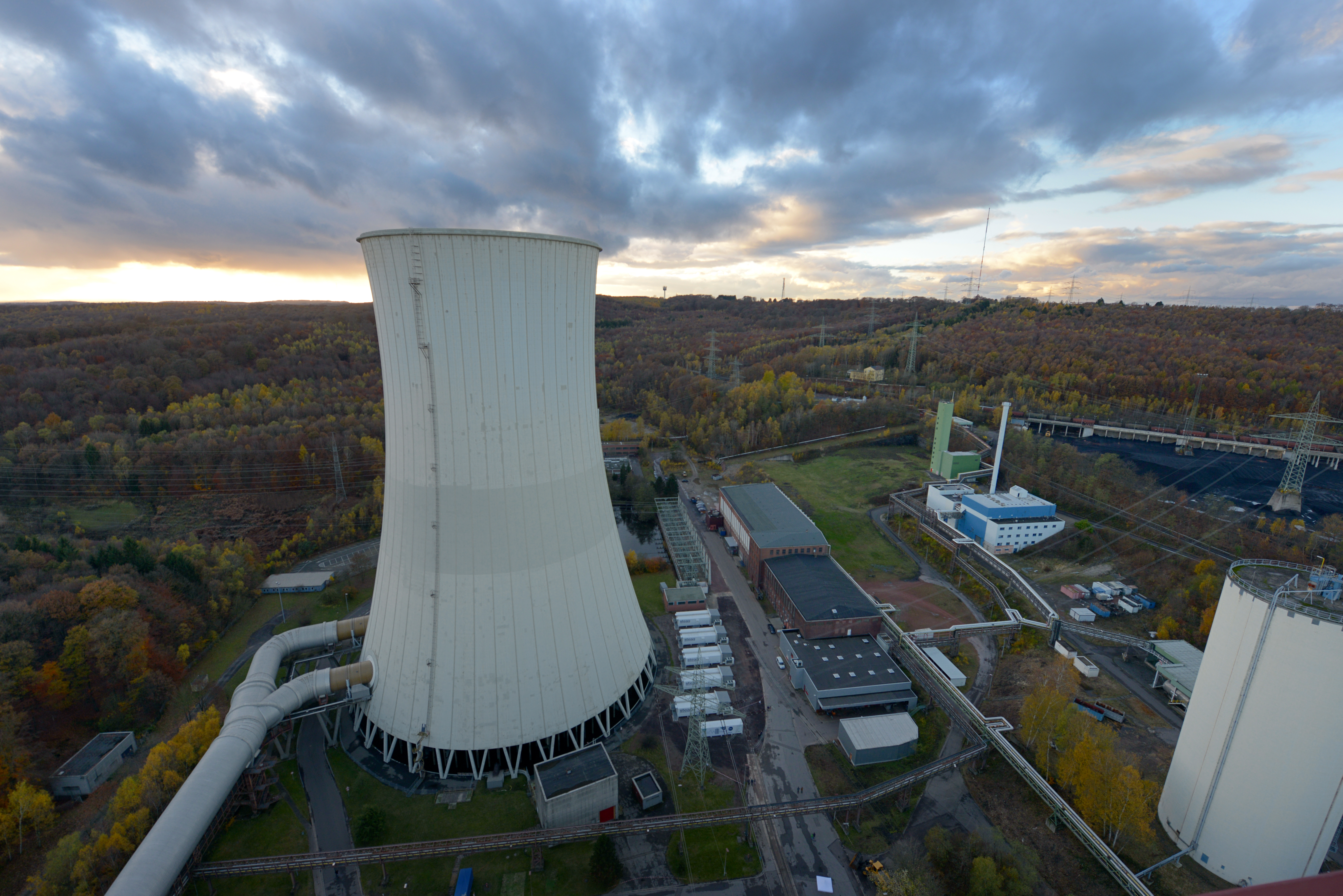
Koeltoren van elektriciteitscentrale Weiher III
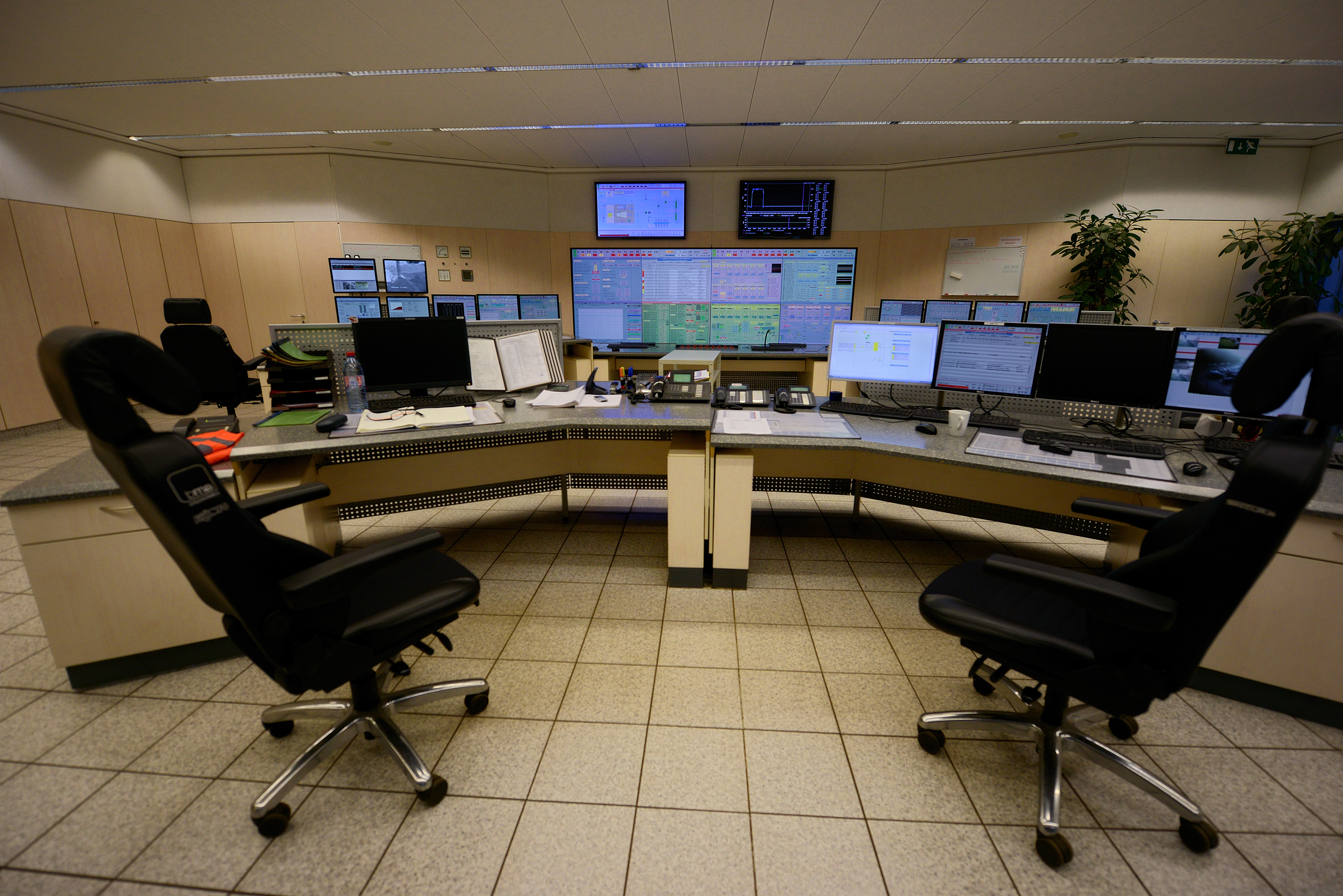
Bedieningskamer elektriciteitscentrale

Friedrichsthal ·
Großrosseln ·
Heusweiler ·
Kleinblittersdorf ·
Püttlingen ·
Quierschied ·
Riegelsberg ·
Saarbrücken ·
Sulzbach ·
Völklingen